# Andreas Thiele (Schauspieler)
Andreas Thiele (* 12. Juni 1980 in Bad Karlshafen) ist ein deutscher Schauspieler und Synchronsprecher.

## Leben
Andreas Thiele absolvierte seine Schauspielausbildung von 2001 bis 2005 an der Bayerischen Theaterakademie August Everding. Er wirkte seit 2005 in einer Vielzahl von Fernsehproduktionen wie Der Bergdoktor oder auch Schulmädchen mit. In der Telenovela Sturm der Liebe verkörperte er von Mai 2010 bis Oktober 2011 die Rolle des Jacob Krendlinger. 2011 wurde er für einen German Soap Award in der Kategorie Bester Newcomer nominiert. Thiele war auch zeitweise als Bühnendarsteller tätig, unter anderem am Residenztheater München. Zudem ist Thiele seit Beginn der 2000er-Jahre umfangreich als Synchronsprecher aktiv.
Andreas Thiele, der in München lebt, ist seit einigen Jahren mit seiner Schauspielkollegin Katrin Anne Heß liiert.

## Filmografie
- 2005: Schulmädchen (Fernsehserie, Folge 2x08)
- 2005: Tote Hose – Kann nicht gibt’s nicht (Fernsehfilm)
- 2006: Fünf Sterne (Fernsehserie, 2 Folgen)
- 2007: KDD – Kriminaldauerdienst (Fernsehserie, 4 Folgen)
- 2007: Der Fürst und das Mädchen (Fernsehserie, 4 Folgen)
- 2007: Bukarest Fleisch (Fernsehfilm)
- 2007: Elvis und der Kommissar (Fernsehserie, 1 Folge)
- 2007: Stunden weit entfernt (Kurzfilm)
- 2008: Oktober (Kurzfilm)
- 2008: Schneezeit (Kurzfilm)
- 2008: Fünf Sterne (Fernsehserie, Folge 2x02)
- 2009: Der Bergdoktor (Fernsehserie, 1 Folge)
- 2010: Live Stream
- 2010: Mein Leben im Off
- 2010–2019: SOKO München (Fernsehserie, 3 Folgen, verschiedene Rollen)
- 2010–2011: Sturm der Liebe (Fernsehserie, 286 Folgen)
- 2013–2024: Die Rosenheim-Cops (Fernsehserie, 3 Folgen, verschiedene Rollen)
- 2014: Verbotene Liebe (Fernsehserie, 3 Folgen)
- 2014: Die Hochzeit meiner Schwester (Fernsehfilm)
- 2014: In Gefahr – Ein verhängnisvoller Moment (Fernsehserie, 1 Folge)
- 2014: Schnee in Rio (Kurzfilm)
- 2014: Pater Rupert Mayer
- 2014: Monaco 110 (Fernsehserie, 4 Folgen)
- 2015: Last Train Home (Kurzfilm)
- 2015–2021: Hubert ohne Staller (Fernsehserie, 2 Folgen, verschiedene Rollen)
- 2016: Um Himmels Willen (Fernsehserie, Folge 15x01)
- 2021: Kreuzfahrt ins Glück (Fernsehreihe, Folge: Hochzeitsreise nach Tirol)
- 2021: Die Musketiere
- 2022: Die Glücksspieler (Fernsehserie, 1 Folge)
- 2023: Alles was zählt (Fernsehserie, 6 Folgen)
- 2024: Frühling: Blick ins Morgen (Fernsehreihe)
- 2024: Watzmann ermittelt (Fernsehserie, 1 Folge)